# Live In Verona
Live In Verona fue el primer DVD de la banda Jamiroquai, concierto realizado el 11 de noviembre del 2002, en Arena Verona, Verona, Italia

## Lista de canciones
1. "Intro" - 00:44
2. "Twenty Zero One" - 07:40
3. "Bad Girls" - 10:20
4. "Corner Of The Earth" - 08:48
5. "Virtual Insanity" - 05:50
6. "Little L" - 05:56
7. "Cosmic Girl" - 07:01
8. "Main Vein (Featuring Beverly Knight)" - 06:26
9. "Deeper Underground" - 06:40
10. "Alright" - 11:06
11. "Love Foolosophy (Featuring Beverly Knight) (Bonus Track)" - 06:36

- Datos: Q3257109